# だれもがクジラを愛してる。
『だれもがクジラを愛してる。』（原題: Big Miracle）は、2012年の。1988年に実際に起きたクジラ救出作戦を取材した、トム・ローズの同名ノンフィクションを原作としている。主演はドリュー・バリモア。全米第5位初登場を記録している。

## ストーリー

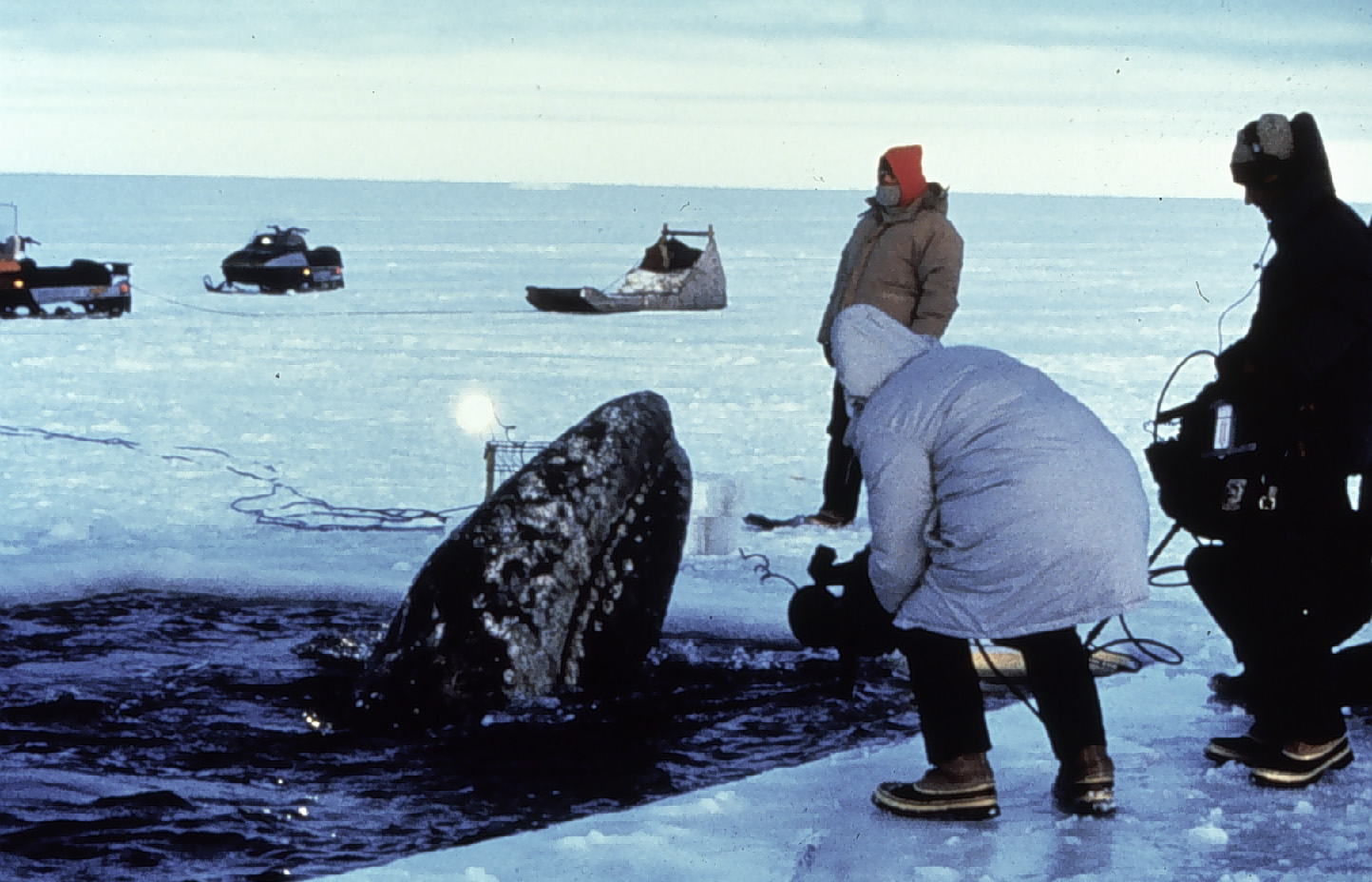
実際の救出の様子

1988年10月、アラスカ州バロー。テレビリポーターのアダムは、取材中に偶然3頭のコククジラが厚さ15センチの氷の下に閉じ込められていることを知る。そこは海まで8キロも離れており、氷に穴を開けなければクジラは息をすることもできなかった。動物ネタは世間の関心を惹けると考えたアダムは、自らのキャリアアップのためにこれを報道する。すると、そんな彼に一本の電話が入る。相手は彼の元恋人で、環境保護団体「グリーンピース」で活動しているレイチェルだった。
クジラの救出に名乗りを挙げたレイチェルは、地元のイヌピアット先住民族がクジラを食用として捕獲する恐れがあるとし、州知事に協力を要請するも冷たく断られてしまう。そんな彼女に意外な人物が協力を申し出る。なんとその相手とは、石油採掘会社の社長の妻だった。しかし、実は石油採掘会社としては、今回の救出活動で環境保護団体に貸しを作ることで、今後の採掘事業への批判を軽くしたいという思惑と、自社が環境に優しい企業であるというイメージアップこそが真の目的であった。こうしてクジラ救出のための機材を手に入れたレイチェルは、その後巧みにメディアを利用し、この救出作戦に世界中の人々の関心を集めるのだった。世間の関心が救出作戦に向けられていると知った州知事は、態度を一変させて協力を申し出る。早速州知事は州兵部隊の司令官に連絡し、採掘会社が所有するホバーバージをヘリ2機で移動させる命令を下すのだった。
こうして始まった救出作戦を、世界中の人々が固唾を飲んで見守る中、ついにはアメリカ合衆国大統領であるロナルド・レーガンまでもが、この作戦に協力を申し出る。大統領選挙を直前に控えたレーガン陣営としては、この作戦を大統領のイメージアップに繋げようと躍起になっていたのだ。一方、クジラを食用として捕獲しようとしていたイヌピアックたちは、捕鯨を強行すべきかどうか思い悩んでいた。そんな彼らの気持ちを察したアダムは、救出作戦が世界中に報道された今、捕鯨に乗り出すことは今後の狩猟活動に支障をきたすと族長に進言する。彼の進言を聞き入れた族長は、民族のために救出作戦に協力することを決定するのだった。
様々な人物の思惑が交差する救出作戦は順調に思われたが、ここで最悪のアクシデントが彼らを襲う。なんと肝心のホバーバージが移動途中に氷の穴に落下してしまったのだ。この知らせを受け、途方に暮れる救出チーム。だが、そんな彼らを救おうと多くの地元住民が立ち上がり、さらには意外な人物が救出活動に協力を申し出るのだった。

## キャスト
| 役名                   | 俳優                       | 日本語吹替 |
| ---------------------- | -------------------------- | ---------- |
| レイチェル・クレイマー | ドリュー・バリモア         | 石塚理恵   |
| アダム・カールソン     | ジョン・クラシンスキー     | 坂詰貴之   |
| ジル・ジェラード       | クリスティン・ベル         | 榊原奈緒子 |
| スコット・ボイヤー大佐 | ダーモット・マローニー     | 斉藤次郎   |
| ケリー・マイヤーズ     | ヴィネッサ・ショウ         | 石田嘉代   |
| マリク                 | ジョン・ピンガヤック       |            |
| ネイサン               | アマウォーク・スウィーニー |            |
| J・W・マグロウ         | テッド・ダンソン           |            |
| ルース・マグロウ       | キャシー・ベイカー         |            |
| ハスケル州知事         | スティーヴン・ルート       |            |